# Sergej Sjilov (wielrenner)
Sergej Vladimirovitsj Sjilov (Russisch: Сергей Владимирович Шилов; Tsjaikovski, 6 februari 1988) is een Russisch baan- en wegwielrenner die sinds 2020 rijdt voor Aviludo-Louletano.
In januari 2009 testte Sjilov positief op het middel carfedon bij een out-of-competitioncontrole. Hij werd door de Russische federatie voor één jaar geschorst.
Na de Ronde van La Rioja in 2016, waarin Sjilov tweede werd, testte hij positief op meldonium, dat sinds dat jaar op de lijst van verboden middelen stond. Tot een schorsing kwam het niet, maar hij werd wel gediskwalificeerd in de Spaanse eendagskoers.

## Baanwielrennen

### Palmares
| Jaar     | RK       | EK                             | WK       | Overig                            |
| Beloften | Beloften | Beloften                       | Beloften | Beloften                          |
| -------- | -------- | ------------------------------ | -------- | --------------------------------- |
| 2010     |          | Ploegenachtervolging · Scratch |          |                                   |
| 2011     |          |                                |          | Universiade: Ploegenachtervolging |
| Elite    |          |                                |          |                                   |
| 2015     |          |                                |          | WB Cali: Ploegenachtervolging     |

## Wegwielrennen

### Overwinningen
2012
3e etappe Ronde van Alentejo
2013
3e etappe Ronde van León
Puntenklassement Ronde van León
2014
8e etappe Ronde van Portugal
2015
2e etappe Ronde van Castilië en León
Proloog en 2e etappe Trofeo Joaquim Agostinho
2017
Trofeo Matteotti
Prueba Villafranca de Ordizia
2020
 Russisch kampioen op de weg, Elite

## Resultaten in voornaamste wedstrijden
|      | \| Jaar \| Parijs-Tours \| \| ---- \| ------------ \| \| 2019 \| 26e \| |
| Jaar | Parijs-Tours                                                            |
| 2019 | 26e                                                                     |

## Ploegen
2009 –  Team Moscow (tot 23 juni)
2012 –  Lokosphinx
2013 –  Lokosphinx
2014 –  Lokosphinx
2015 –  Lokosphinx
2016 –  Lokosphinx
2017 –  Lokosphinx
2018 –  Gazprom-RusVelo
2019 –  Gazprom-RusVelo
2010 –  Aviludo-Louletano
Botsjkov · Karpenkov · Neoestrojev · Rybalkin · Sjaloenov · Sjilov · Sokolov · Svesjnikov · A.Vdovin · S.Vdovin
Belych · Ivsjin · Karpenkov · Neoestrojev · Samolenkov · Sjilov · Sokolov · Strachov · A.Vdovin · S.Vdovin · Zjoeravlev
Ivsjin · Jevtoesjenko · Samolenkov · Sjilov · Sokolov · Stasj · Strachov · A.Vdovin · S.Vdovin · Zakarin
Arslanov · Bojev · Firsanov · Foliforov · Kobernjak · Koerjanov · Kozontsjoek · Lagoetin · Majkin · Nytsj · Porsev · Rovny · Rybalkin · Sjaloenov · Sjilov · Troesov · Tsjerkasov · Vlasov · Koelikov (stagiair) · Koelikovski (stagiair) · Nekrasov (stagiair)